# Neaspasia
Neaspasia là một chi bướm đêm thuộc phân họ Tortricinae của họ Tortricidae.

## Các loài
- Neaspasia loxochlamys Diakonoff, 1989